# Przyjęcie weselne (film)
Przyjęcie weselne (mand. 喜宴, Xǐyàn, ang. The Wedding Banquet) – tajwańsko-amerykańska komedia romantyczna z 1993 roku w reżyserii Anga Lee. Film nagrodzono Złotym Niedźwiedziem na 43. MFF w Berlinie.
W 2023 roku został wprowadzony do Narodowego Rejestru Filmowego Stanów Zjednoczonych jako film „znaczący kulturowo, historycznie bądź estetycznie”.

## Obsada
- Ya-lei Kuei - Pani Gao
- Sihung Lung - Pan Gao
- May Chin - Wei-Wei
- Winston Chao - Wai-Tung Gao
- Mitchell Lichtenstein - Simon
- Dion Birney - Andrew
- Neal Huff - Steve

## Nominacje i nagrody
43. MFF w Berlinie
- Złoty Niedźwiedź dla najlepszego filmu

Oscary za rok 1994
- Najlepszy film zagraniczny (nominacja)

Złote Globy 1994
- Najlepszy film zagraniczny (nominacja)